# جورج غالاماز
جورج غالاماز (بالرومانية: George Galamaz)‏ (5 أبريل 1981 ببوخارست في رومانيا - ) هو لاعب كرة قدم روماني في مركزي قشاش وقلب الدفاع. شارك مع منتخب رومانيا تحت 21 سنة لكرة القدم ومنتخب رومانيا لكرة القدم. أما مع النوادي، فقد لعب مع أنورثوسيس فاماغوستا وأونيريا أورزيتشيني وجامعة كلوج ودينامو بوخارست ورابيد بوخارست وستيودينتيسك بوخارست ونادي بترولول بلويشتي ونادي ستيوا بوخارست.

## مسيرته الكروية
لعب جورج غالاماز خلال مسيرته الاحترافية مع 8 أندية في واحد وعشرون موسمًا وسجل خلالها 16 هدفًا ضمن 322 مباراة. حيث فاز في ثلاثة مواسم بالكأس وفي موسمين بالدوري.
خاض جورج غالاماز مسيرته مع نادي ستيودينتيسك بوخارست في موسم 1998–99 ليلعب معه ستة مواسم، مشاركًا في 98 مباراة سجل خلالها 4 أهداف. ثم انتقل إلى نادي رابيد بوخارست في موسم 2003–04 لمدة موسم واحد، حيث شارك في 11 مباراة سجل خلالها هدفًا واحدًا. لينتقل بعدها إلى نادي دينامو بوخارست في موسم 2004–05 واستمر معه طيلة ثلاثة مواسم، مشاركًا في 41 مباراة ولم يسجل أي هدف. ثم انتقل إلى نادي أونيريا أورزيتشيني في موسم 2006–07 ليلعب معه خمسة مواسم، مشاركًا في 113 مباراة سجل خلالها 11 هدفًا. هذا وانتقل لاحقًا إلى نادي ستيوا بوخارست في موسم 2010–11 ولمدة موسمين، مشاركًا في 19 مباراة ولم يسجل أي هدف. ثم انتقل بعدها إلى نادي جامعة كلوج في موسم 2011–12 لمدة موسم واحد، مشاركًا في 13 مباراة ولم يسجل أي هدف أيضًا. ليعود وينتقل من جديد، لكن هذه المرة إلى نادي أنورثوسيس فاماغوستا في موسم 2012–13 ولمدة موسمين، مشاركًا في 11 مباراة ولم يسجل أي هدف أيضًا.

## روابط خارجية
- جورج غالاماز على موقع قاعدة بيانات كرة القدم.إي يو (الإنجليزية)
- جورج غالاماز على موقع ناشيونال فوتبول تيمز (الإنجليزية)
- جورج غالاماز على موقع Soccerway.com (الإنجليزية)
- جورج غالاماز على موقع عالم كرة القدم.نت (الإنجليزية)